# Pedicularis umbelliformis
Pedicularis umbelliformis är en snyltrotsväxtart som beskrevs av Hui Lin Li. Pedicularis umbelliformis ingår i släktet spiror, och familjen snyltrotsväxter. Inga underarter finns listade i Catalogue of Life.